# Heteroonops colombi
Heteroonops colombi là một loài nhện trong họ Oonopidae.
Loài này thuộc chi Heteroonops. Heteroonops colombi được miêu tả năm 1983 bởi Dumitrescu & Georgescu.